# Wanduin Bajasgalan
Wanduin Bajasgalan (mongolisch Вандуйн Баясгалан, englisch Vanduin Bayasgalan, wiss. Transliteration Vandujn Bajasgalan; * 4. November 1954) ist ein ehemaliger mongolischer Boxer.

## Sport
Wanduin Bajasgalan trat bei den Olympischen Sommerspielen 1980 in Moskau an. Im Halbfliegengewichtsturnier schied er in der 1. Runde gegen Gilberto Sosa aus Mexiko aus.